# Мадонна Маньификат
«Мадонна Маньификат» (итал. La Madonna del Magnificat), известна также как «Мадонна с Младенцем и пятью ангелами» — тондо (композиция в круге) работы живописца итальянского Возрождения периода кватроченто Сандро Боттичелли, изображающее Коронование Богоматери (более точное название: «Величание Богоматери») двумя ангелами в облике прекрасных отроков. Трое других ангелов держат перед Ней открытую книгу, в которую Мария вписывает славословие, начинающееся со слов: Magnificat anima Mea Dominum (лат., «Величит душа Моя Господа») (Лк. 1: 46). В истории изобразительного искусства и западноевропейской иконографии принята итальянская форма термина: «Маньификат». На коленях Марии восседает младенец Иисус, a в левой руке Мадонна держит плод граната, как и в другом известном тондо Боттичелли, «Мадонна с гранатом». Красный сок плода граната в христианской иконографии — символ пролитой крови Спасителя, искупительной жертвы, воскресения к новой жизни, крови мучеников, пролитой за веру, а зёрна граната — символизируют единение верующих в лоне Церкви.
Картина написана темперой на дереве, датируется 1483 годом.

## История и композиция картины
Точные обстоятельства создания картины неизвестны. Иоанн Креститель был особенно почитаем в ренессансной Флоренции как покровитель города, отсюда аллюзии на тему «коронования Спасителя» (Его крещения) пророком Иоанном, а форма тондо была также популярна во Флоренции, в особенности в произведениях для индивидуального поклонения. Поэтому исследователи не сомневались во флорентийском происхождении картины. Предполагалось также, что это произведение было заказано художнику кем-то из семьи Медичи; якобы количество персонажей на картине соответствует семье Пьеро ди Козимо Медичи; его жена Лукреция Торнабуони изображена в образе Марии, юноша с чернильницей — это Лоренцо Великолепный, рядом его брат Джулиано, позади Мария, а две старшие сестры, Бьянка слева и Наннина, поддерживают корону; ребёнок в пеленках — маленькая дочь Лоренцо: Лукреция.
Однако историки оспаривают такую интерпретацию, поскольку подтверждающие эту версию документы отсутствуют. Первое достоверное упоминание о картине относится к 1785 году, когда галерея Уффици выкупила её у некоего Оттавио Магерини. Согласно ещё одной версии «Мадонна Маньификат» отождествляется с тондо из церкви Сан-Франческо-аль-Монте, упоминаемым Вазари, но и эта точка зрения тоже встречает возражения. Тем не менее, историки искусства практически единодушно сходятся в том, что картина действительно принадлежит кисти Боттичелли.
Композиция, созданная Боттичелли, оказалась удачной, известно как минимум пять картин, воспроизведенных помощниками мастера в его мастерской (в том числе одна в Лувре, одна в библиотеке Пьерпонта Моргана в Нью-Йорке и одна в коллекции Хана во Франкфурте). Боттичелли написал огромное количество картин типа тондо, можно предположить, что он испытывал особенный интерес и пиетет к формату круга. Композиция и контуры фигур «Мадонны Маньификат» идеально соответствуют круглому формату, начиная с плавного изгиба спины Мадонны. Силовые линии композиции направляют взгляд к изящной встрече рук Матери и ребёнка, и книге, на страницах которой читаются слова католической литании «Magnificat anima Mea Dominum».
На дальнем плане, в проёме условного арочного окна виден безмятежный речной пейзаж.
По настроению картина Боттичелли близка иконографии Святых собеседований (итал. Sacra Conversazione, религиозных композиций, с изображениями Мадонны с Младенцем в окружении славящих Её ангелов, проникнутых настроением молчаливой созерцательности и лирическим мироощущением. Очарование таких картин — «в нежном, лирическом настроении, мягкой задумчивости, свойственной Мадоннам кватроченто, особом состоянии тишины, созерцательности».